# José Valera Nocera
José Valera Nocera (Sevilla, 26 de mayo de 1916 - Jerez de la Frontera, 13 de mayo de 2006), conocido en los medios futbolísticos como Pepe Valera, fue un futbolista y entrenador español que desarrolló su carrera como jugador fundamentalmente en el Real Betis con el que obtuvo el título de liga de primera división en 1935. Fue también entrenador del Betis y del Xerez CD.

## Trayectoria
Debutó como jugador en 1932 con el Real Betis en partido amistoso jugado frente al Córdoba C. F. y en 1934 disputó su primera partido oficial frente al Barcelona F. C. en los cuarto de final de la Copa. Fue el componente más joven de la plantilla que obtuvo el título de liga en 1935, en la que jugó dos partidos de esa temporada. Se retiró como futbolista en 1941, para continuar su carrera militar. 
En 1950, regresó al Real Betis como encargado de organizar la estructura de la cantera del club. En esa etapa, descubrió a futuros jugadores del equipo como Luis del Sol, Peñafuerte, Espina o Portu. Fue entrenador del primer equipo entre 1955 y 1957. Ejerció también en el club verdiblanco como secretario técnico y directivo.
En 1959, llegó como entrenador al Xerez CD, al que hizo campeón de su grupo en tercera división, aunque no logró el ascenso a la segunda división. En la década de 1970 y principios de los ochenta, volvió en varias ocasiones a entrenar a este club.